# یواس‌اس تنگیر (اس‌پی-۴۶۹)
یواس‌اس تنگیر (اس‌پی-۴۶۹) (به انگلیسی: USS Tangier (SP-469)) یک کشتی بود که طول آن ۶۲ فوت ۰ اینچ (۱۸٫۹۰ متر) بود.